# THE GIFT (Blueの曲)
「THE GIFT」（ザ・ギフト）はBlueの日本で2枚目のシングル曲である。2003年12月17日発売。

## 解説
この曲は槇原敬之が楽曲提供している。その経緯は、Blueが来日公演をした時たまたまTVでSMAPの「世界に一つだけの花」が流れていた。それを聞いたメンバーがこの曲を作った人に曲提供してもらおうという事になり、槇原に依頼したところ、快く引き受けてくれ、Blueの3rdアルバム『Guilty』に日本限定ボーナスとして収録される事となった。だが想像以上に反響が多く、シングルとして発売される事となった。その後、槇原も『僕が一番欲しかったもの』のタイトルでセルフカバーしている。

## 収録曲
1. The Gift 　ギフト（槇原敬之作曲）
2. Signed, Sealed, Delivered I'm Yours　涙をとどけて（スティーヴィー・ワンダー＆アンジー・ストーン参加）
3. 4 Play　4プレイ（アルバム未収録楽曲）
4. Guilty - Original Demo　ギルティ - オリジナル・デモ

## タイアップ
- 住友生命『救Q隊OK』CMソング